# Woodstock Railway
| Streckenlänge: | 22,34 km             |                                      |                                      |
| Spurweite: | 1435 mm (Normalspur) |                                      |                                      |
| |                      |                                      |                                      |
| Gleise: | 1                    |                                      |                                      |
| \| \| \| \| \| \| \| \| von Windsor, Concord und Lennoxville \| \| \| \| 0 \| White River Junction VT \| White River Junction VT \| \| \| \| nach Burlington \| \| \| \| \| Interstate 91 \| \| \| \| \| Hilton Junction von Billings Park \| \| \| \| 2½ \| Hartford VT \| Hartford VT \| \| \| \| Interstate 89 \| \| \| \| 6½ \| Dewey´s Mills VT \| Dewey´s Mills VT \| \| \| \| Ottauquechee River (85m) \| \| \| \| 9½ \| Quechee VT \| Quechee VT \| \| \| 16 \| Taftsville VT \| Taftsville VT \| \| \| 22½ \| Woodstock VT \| Woodstock VT \| |                      |                                      |                                      |
| |                      |                                      |                                      |
| Strecke |                      | von Windsor, Concord und Lennoxville | von Windsor, Concord und Lennoxville |
| Bahnhof | 0                    | White River Junction VT              | White River Junction VT              |
| Abzweig ehemals geradeaus und nach rechts |                      | nach Burlington                      | nach Burlington                      |
| Strecke mit Straßenbrücke (Strecke außer Betrieb) |                      | Interstate 91                        | Interstate 91                        |
| Abzweig geradeaus und von links (Strecke außer Betrieb) |                      | Hilton Junction von Billings Park    | Hilton Junction von Billings Park    |
| Haltepunkt / Haltestelle (Strecke außer Betrieb) | 2½                   | Hartford VT                          | Hartford VT                          |
| Strecke mit Straßenbrücke (Strecke außer Betrieb) |                      | Interstate 89                        | Interstate 89                        |
| Haltepunkt / Haltestelle (Strecke außer Betrieb) | 6½                   | Dewey´s Mills VT                     | Dewey´s Mills VT                     |
| Brücke über Wasserlauf (Strecke außer Betrieb) |                      | Ottauquechee River (85m)             | Ottauquechee River (85m)             |
| Bahnhof (Strecke außer Betrieb) | 9½                   | Quechee VT                           | Quechee VT                           |
| Haltepunkt / Haltestelle (Strecke außer Betrieb) | 16                   | Taftsville VT                        | Taftsville VT                        |
| Kopfbahnhof Streckenende (Strecke außer Betrieb) | 22½                  | Woodstock VT                         | Woodstock VT                         |

Die Woodstock Railway ist eine ehemalige Eisenbahngesellschaft in Vermont (Vereinigte Staaten).

## Geschichte

### Vorgeschichte
Bereits am 26. Oktober 1847 war die Gesellschaft als Woodstock Railroad in Vermont gegründet worden. Sie beabsichtigte, die Stadt Woodstock mit dem Eisenbahnnetz zu verbinden, und zwar mit einer Ost-West-Verbindung vom Connecticut River über Quechee, Woodstock und Bridgewater bis nach Rutland, wo sie an die Rutland and Burlington Railroad anschließen sollte. Mit dem Bau wurde jedoch nicht begonnen, da nicht genügend Geld aufgebracht werden konnte. Das Bahnbauprojekt war Teil einer geplanten Verbindung von Portland (Maine) nach Chicago, die nie verwirklicht wurde.
Erst 1863, nachdem am 30. Oktober des Jahres die Gründung des Betriebs erneuert wurde, begannen die Bauvorbereitungen. Nun hatte man jedoch beschlossen, zunächst die Stadt nur an die Vermont Central Railroad anzuschließen, die 1849 eröffnet worden war. Der Knotenbahnhof White River Junction, an dem sich bereits drei Strecken trafen, sollte auch diese Bahn aufnehmen.

### Bau
Die topographische Situation erlaubte keinen zügigen Bau der Strecke. Zunächst musste der Höhenzug zwischen White River und Ottauquechee River, der Shallies Hill, überquert werden. Bei Quechee führte die geplante Trasse über eine Schlucht. Zunächst errichtete man hier eine Jochbrücke, ersetzte diese jedoch im Herbst 1911 durch eine Stahlbogenbrücke. Mit 50 Metern über der Talsohle ist sie eine der höchsten Brücken Neuenglands. Es dauerte daher noch bis zum 1. Oktober 1875, ehe die 13,88 Meilen (22,34 km) lange normalspurige Strecke offiziell eröffnet werden konnte. Bereits zwei Tage vorher war der reguläre Betrieb aufgenommen worden. Die Verlängerung der Bahn nach Rutland sollte durch die Woodstock and Rutland Railroad gebaut werden, was jedoch nicht zustande kam.

### Weitere Entwicklung
Die Bahn war nie wirklich lukrativ und die Gesellschaft musste mehrmals umgegründet werden, eine damals gängige Praxis, um Insolvenzen zu begegnen. 1880 behielt man den Namen bei, am 1. Juli 1890 änderte man jedoch die Firmenbezeichnung in Woodstock Railway. Wieder zehn Jahre später, am 11. August 1900, beließ man es wiederum beim alten Namen.
Da sich keine der größeren Bahngesellschaften bereiterklärte, die Bahn zu übernehmen und die geplante Strecke nach Rutland zu bauen, legte man sie am 15. April 1933 schließlich still. Die Gleise wurden abgebaut. Die Brücke über die Quechee-Schlucht sowie die Trasse von White River Junction bis dorthin dient heute dem U.S. Highway 4.

## Betrieb
Der Fahrplan vom 27. September 1913 sah je Richtung vier werktägliche Personenzüge vor, die die Strecke in 35 bis 50 Minuten durchfuhren.
Der letzte Fahrplan der Strecke, gültig ab 1. August 1932, sah nur noch ein Zugpaar vor, das von Montag bis Donnerstag verkehrte.

## Streckenbeschreibung
Die Strecke beginnt im Bahnhof White River Junction. Sie verläuft zunächst westwärts direkt neben der Bahnstrecke Windsor–Burlington, steigt dabei jedoch entlang der Talwand steil an. Nach einigen Kilometern folgt eine enge Kurve, über die der Kamm überquert wird. Heute verläuft auf diesem Bergkamm die Interstate 89. Die Trasse wendet sich nun nach Süden, um kurz vor dem Haltepunkt Dewey´s Mills wieder in Richtung Westen abzubiegen. Unmittelbar nach dem Haltepunkt überquerte die Bahn auf einer 85 Meter langen Brücke die Quechee-Schlucht. Die Gleise lagen hier 50 Meter über der Talsohle. Wie die gesamte Trasse von White River Junction bis hierher, trägt die Brücke heute den U.S. Highway 4. Entlang des Ottauquechee River führt die Strecke nun durch die Orte Quechee und Taftsville nach Woodstock, wo sich der Endbahnhof der Strecke am heutigen Maxham Meadow Way befand.